# Joseph Ludwig Raabe
Joseph Ludwig Raabe (n. 15 mai 1801, Brodî, Regatul Galiției și Lodomeriei, Imperiul Austriac – d. 12 ianuarie 1859, Zürich, cantonul Zürich, Elveția) a fost un matematician elvețian.
Este cunoscut pentru criteriul lui Raabe, criteriu de convergență pentru serii.
De asemenea, mai este cunoscut pentru "integrala Raabe" asupra funcției gamma:
{\displaystyle \int _{a}^{a+1}\log \Gamma (t)\mathrm {d} t={\frac {1}{2}}\log 2\pi +a\log a-a,\;a\geq 0.}
Deoarece provenea dintr-o familie săracă, în tinerețe a fost nevoit să se întrețină dând lecții particulare.
În 1820 începe studiul matematicii la Politehnica din Viena.
În toamna lui 1831 se mută la Zürich, ca doi ani mai târziu să obțină doctoratul.
Ocupă succesiv funcțiile de profesor de gimnaziu și apoi profesor universitar.
Astfel, în 1855 ocupă catedra de Matematică la ETH Zürich.